# Protagoras (filosoof)
Protagoras van Abdera (Oudgrieks: Πρωταγόρας) (± 490-420 v.Chr.) was een van de eerste Griekse sofisten en behoorde tot de presocratici.

## Grondstellingen
Zijn beroemdste grondstellingen waren:
- "Van de goden weet ik niets: niet dat ze bestaan en evenmin dat ze niet bestaan"
- "De mens is maat van alle dingen. Van de dingen die zijn wat ze zijn en van de dingen die niet zijn wat ze niet zijn."
- "Over elke zaak bestaan er twee opvattingen, die tegenover elkaar staan"

### Agnosticisme
Protagoras was een agnosticus (niet-weter), iemand die niet zeker weet of er wel een god is. Dit blijkt duidelijk uit de openingszin van een van zijn bekendste boeken, "Over de Goden". Hij schrijft: Voor wat betreft de goden kan ik niet weten of zij bestaan of niet (vgl. de eerste van de hierboven genoemde grondstellingen). Er is geen absoluut criterium te vinden waaruit blijkt dat er goden zouden bestaan, net zomin als er een absoluut criterium te vinden is waaruit blijkt dat naakt over straat lopen verkeerd zou zijn. Aangezien het al dan niet bestaan van Goden niet voor het menselijk verstand toegankelijk is, kunnen zij beter vertrouwen op hun eigen oordeel dat tot stand komt op basis van het zintuiglijk waarneembare. 
Deze scepsis komt terug bij alle sofisten wanneer zij over de belangrijke levensvragen nadenken. 
Hij kwam regelmatig te Athene en ging om met Pericles. Maar mogelijk was de Atheense politiek niet erg blij met zijn uitspraken over de goden. Er wordt bericht (o.a. door Diogenes Laertius, IX, 52-55) dat Protagoras werd beschuldigd van goddeloosheid, dat hij dientengevolge de stad moest verlaten, en zelfs dat zijn in omloop zijnde boeken werden ingezameld om verbrand te worden. Vooral dit laatste is twijfelachtig, maar ook het eerste is onzeker.

### Relativisme
Uit de laatste twee stellingen blijkt vooral zijn relativisme, iets waar de meeste sofisten om bekendstonden. 
- "De mens is de maat van alle dingen" wijst erop dat waarheid subjectief is, dat ieder mens over de dingen een andere mening kan hebben. 
... "Van de dingen die zijn wat ze zijn", dus de mening van een mens over alles wat er bestaat
... "en van de dingen die niet zijn wat ze niet zijn" is wat duister, maar kan betekenen dat ieder mens zijn eigen oordeel kan hebben over wat bestaat en niet bestaat.

In de dialoog Theaetetus van Plato spreekt Socrates over de onjuistheid van dit relativisme. Het relativisme van Protagoras heeft ongetwijfeld invloed gehad op de zoektocht van Socrates en Plato naar vaststaande waarheden.

## Verdienste
Protagoras wordt tot de invloedrijkste en scherpzinnigste sofisten gerekend. Hij trad op als professioneel docent, en genoot een grote bekendheid. Hij was de enige Griekse filosoof die een fundering voor de Atheense democratie gaf. Hij meende in tegenstelling tot Plato dat politieke deskundigheid als talent in gelijke mate over alle mensen verdeeld was: "Toen Zeus zich met de mens bezighield, gaf hij aan elk van hen een welbepaalde deskundigheid, maar de politieke kennis werd gelijkmatig over iedereen verdeeld". Dit laat Plato hem zeggen in de naar hem genoemde dialoog Protagoras. Om die reden streefde Protagoras ernaar zijn leerlingen vanaf jonge leeftijd raad (Grieks: "euboulia") bij te brengen die hen in staat stelde te functioneren in de Atheense democratie. 
Protagoras hield zich ook bezig met grammatica en literaire kritiek: een papyrus-fragment uit de 1e eeuw na Chr. citeert een interpretatie van hem van een Ilias-fragment. 
- Bibsys: 90223825
- Biblioteca Nacional de Chile: 000185040
- Biblioteca Nacional de España: XX873956
- Bibliothèque nationale de France: cb13197834t (data)
- Catàleg d'autoritats de noms i títols de Catalunya: 981058519877006706
- Gemeinsame Normdatei: 118596772
- International Standard Name Identifier: 0000 0000 8565 5428
- Library of Congress Control Number: n81002855
- Nationale Bibliotheek van Tsjechië: jn20000701448
- Nationale Bibliotheek van Israël: 987007299639105171
- Nationale Bibliotheek van Polen: a0000001220773
- Nationale en Universitaire bibliotheek Zagreb: 000103572
- Nederlandse Thesaurus van Auteursnamen: 071372865
- Réseau des bibliothèques de Suisse occidentale: 02-A003714361
- Istituto Centrale per il Catalogo Unico: VIAV002317
- LIBRIS: 299234
- Système universitaire de documentation: 028569792
- Virtual International Authority File: 286687547